# Matthew John Wilkinson
Matthew John Wilkinson (* 14. Oktober 1987) ist ein britischer Badmintonspieler von der Isle of Man.

## Karriere
Matthew Wilkinson startete 2006 und 2010 bei den Commonwealth Games, wo er beide Male jedoch nicht über die Vorrunde hinauskam. 2006 belegte er im Herreneinzel Rang 17, 2010 in der gleichen Disziplin Rang 33. Diese Platzierung erreichte er 2010 auch im Mixed. Im Doppel erkämpfte er sich 2010 dagegen Rang 9. Bei den Island Games 2009 gewann er Bronze im Herrendoppel. Mit dem Team wurde er bei derselben Veranstaltung Fünfter. Beim AGIBE 2007 wurde er Zweiter im Mixed und jeweils Dritter im Einzel und Doppel. 2008 gewann er drei Titel bei den Isle of Man Badminton Championships.